# Charles Morgan
Charles Morgan (1575 – 1642) was een Engelse legerofficier, die tijdens de Tachtigjarige Oorlog meestreed met de Nederlanders tegen de Spaanse legers. Hij werd benoemd tot gouverneur van Bergen op Zoom, waar hij stierf in 1642.

## In dienst van de Republiek der Nederlanden

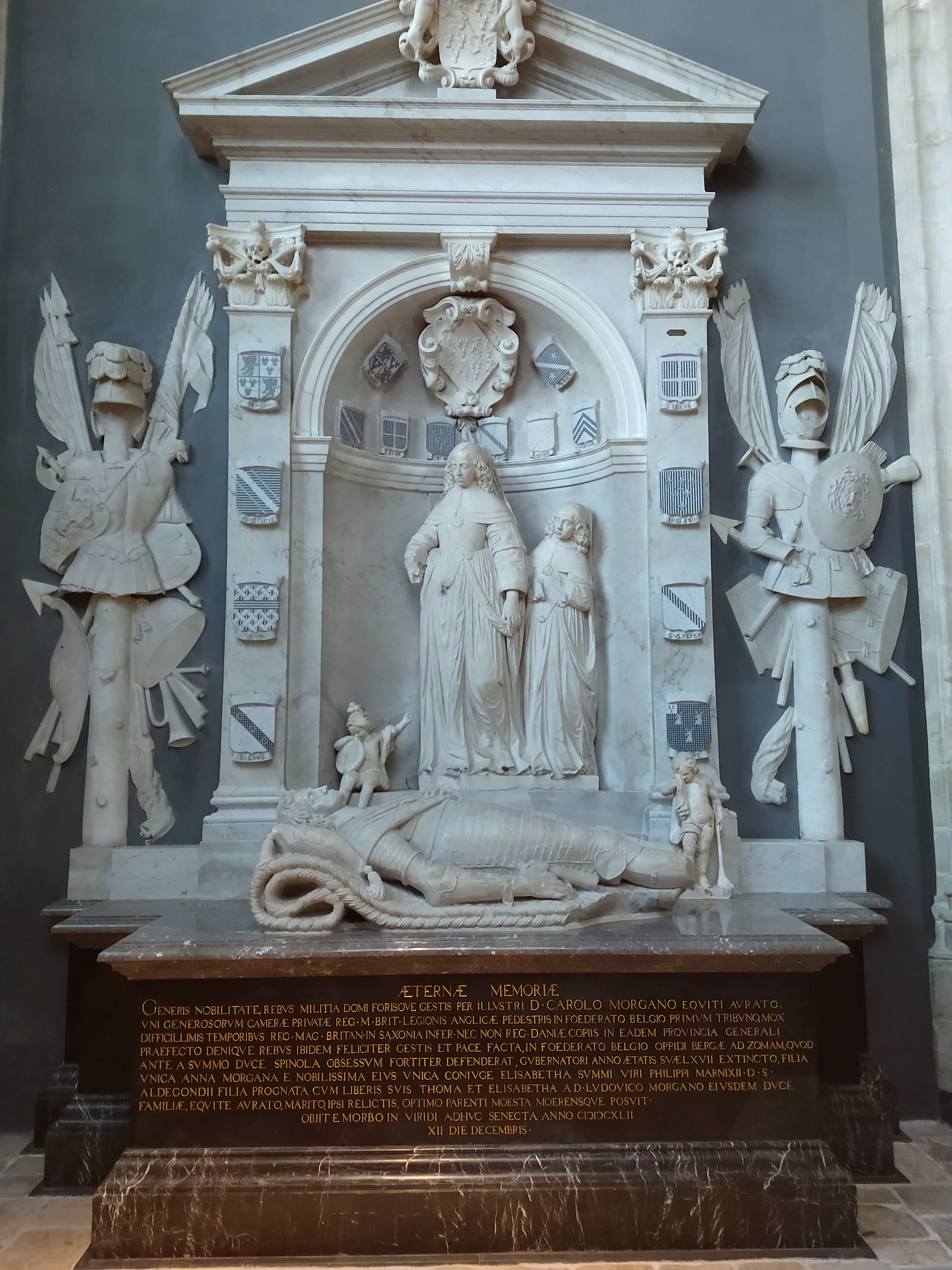
Het grafmonument van Charles Morgan in de Sint-Gertrudiskerk te Bergen op Zoom

Reeds in de Slag bij Nieuwpoort vocht hij mee in een Engels regiment tegen de Spaanse legers in nauwe samenwerking met het Staatse leger onder leiding van Maurits van Nassau. Officieel was hij daarbij in dienst van de Republiek der Zeven Verenigde Nederlanden. In 1601 en 1602 vocht hij mee aan Staatse zijde tijdens het Beleg van Oostende en het Beleg van Grave. In 1603 werd hij geridderd door koning Jacobus I van Engeland, dat bondgenoot was van de Republiek in de strijd tegen de Spanjaarden.
Na een verblijf van vier jaar in zijn vaderland, keerde hij in 1607 terug naar de Nederlanden, en bleef er wonen gedurende het Twaalfjarig Bestand waarin hij geen militaire functies had. Toen de strijd met de Spanjaarden weer oplaaiden (in 1621), trok hij weer ten strijde en toonde zich een bekwaam commandant van de Engelse troepen (in dienst van de Republiek) tijdens de strijd om Bergen op Zoom in 1622, en die om Breda in 1625. Zijn dapperheid werd in Den Haag geprezen, en de Venetiaanse ambassadeur aldaar omschreef Morgan als een van de meest vakkundige officieren van de Nederlandse Opstand.

## Deense expeditie
In 1627 werd Morgan door de adviesraad van de Engelse koning benoemd tot leider van een militaire expeditie, om de aan het Engelse koningshuis verwante Deense koning Christiaan IV te helpen tegen een offensief van het Heilige Roomse Rijk. Vanuit Enkhuizen werden de troepen ingescheept. Maar omdat veel soldaten deserteerden vanwege niet uitbetaalde soldij mislukte de expeditie, waarna Morgan gedwongen werd terug te keren naar Nederland. Daar werd hij korte tijd in staat van beschuldiging gesteld wegens achterstallige betalingen aan zijn troepen. Bij een nieuwe poging wist hij nog wel het Duitse waddeneiland Nordstrand te veroveren, maar keerde hierna definitief terug naar Nederland toen een vredesverdrag in het vooruitzicht lag.

## Laatste jaren
Zijn mogelijk laatste militaire actie was het meevechten onder leiding van stadhouder Frederik Hendrik van Oranje bij de verovering van Breda op de Spanjaarden in 1637.
Frederik Hendrik had Morgan in 1631 laten benoemen tot gouverneur van Bergen op Zoom, dat hij tot aan zijn dood bleef.

## Huwelijk
Morgan trouwde met Elisabeth van Marnix, de dochter van Marnix van St.Aldegonde. Zij overleed in 1608. Morgan is nooit hertrouwd. Hij liet één dochter na, Anna, die in 1688 overleed en in Delft werd begraven.

## Grafmonument
Morgan ligt begraven in de Sint-Gertrudiskerk te Bergen op Zoom. Het grafmonument dat voor hem in opdracht van zijn dochter werd gemaakt door beeldhouwer Francois Dieussart, geldt als een van de mooiste grafmonumenten in Nederland. Het werd in 1747 ernstig beschadigd door Franse beschietingen, maar werd in 1982 gerestaureerd.